# 留学エージェント
留学エージェント（りゅうがくエージェント）とは、個人の留学に関する手続きを代行する業者のこと。留学代理店、留学斡旋業者、または留学情報サービスなど色々な呼ばれ方をしている。

## 概要
留学エージェントは留学に特化したサービスを提供しており、留学経験者をカウンセラー（相談役）として置いていることが特徴である。しかし、留学先の紹介や代行手続きといった留学代理業務は許認可制になっていないため、「留学サービス」の定義が各社によって異なり、トラブルの原因となることもある。
留学エージェントが旅行業として登録されていて、日本旅行業協会（JATA）に加盟している場合は同協会の規定が適用される。この場合、留学エージェントは資産、実績が審査され、適正な法令順守、消費者の安全確保、取引の適正化などの義務を負う。また、消費者とのトラブルに発展した場合、協会内の相談室で話し合う義務を負う。監督する国土交通省、都道府県知事から登録を取り消された場合には、自動的にJATAの加盟権も失う。2007年6月、同協会内には、留学を扱う30社が集まり留学、語学研修等協議会（旧名、ホームステイツアー等適正化協議会）、The Council of International Education and Language Travel‐CIELが設立された。その後、国土交通省、公正取引委員会と話し合いを重ね業界の取引の公正化、消費者保護に努力している。
世界的に見れば、日本の多くの留学エージェントはLanguage Travel Agentというカテゴリーに入る。それは主として、ワーキングホリデー、インターンシップ、語学研修を扱う業者を指す。EU諸国では、留学エージェントにも旅行業登録を求める国が多い。EUの留学エージェントは中高生の短期留学を扱うことが多く、さらに実績のある業者は、国の認定を受け助成金によって青少年の国際的見識を高める教育研修旅行も実施している。またアメリカの場合は、アメリカの大学の国際教育プログラムを請け負ったり、海外からの留学生獲得を請け負っている場合が多い。このようなLanguage Travel の受け入れ業者、送り出し業者が集まってALTO、Association of Language Travel OrganisationsがWYSEという青少年交流の世界最大機関WYSE confederation（本部 アムステルダム）の中に設けられている。そこでは、各国の留学エージェント、および留学生を受け入れる語学研修機関によって組織される団体が対話し、世界の留学水準の向上と標準化に努力している。ALTOには、先述のCIELも加盟している。なおWYSEはUNWTO（国連機関、世界観光機構）の提携団体である。
留学エージェントでも、Language Travelのカテゴリーに入らないのが留学コンサルタントで、中高、大学、大学院進学のためのコンサルティングを請け負っている。世界的な事例では、受け入れ大学で、修士、博士号をとり、大学教師を引退後コンサルタントになる場合が多い。高度な知識を持ち、留学生と受け入れ大学の間に立って交通整理をするような役割を担っている。

## 留学エージェントの歴史
1964年、明治学院大学がミシガン州ホープカレッジでの短期留学を企画し、社団法人日米協会と、アメリカに本部を置く教育団体ＣＩＥＥの後押しによって実現した。*1965年には、ＣＩＥＥが大学の企画を手配する形で日本での活動を始めた。**日本ベースの法人としては、ISAとUTSが1970年代のはじめに留学生の募集を開始したが、留学生向けの低価格フライトは手配が難しく、また外貨交換枠にも制限があるなど、さまざまな困難を伴うビジネスだった。1978年から留学のための外貨の持ち出し枠が無制限になったため、現在のように留学エージェントが活動できるようになった。同年、アルク社の「留学事典」の発行が始まっている。さらに1983年には、留学情報誌『留学ジャーナル』が創刊した。

## 留学エージェントをめぐる社会事件
2008年9月にゲートウエイ21という留学エージェントが倒産した。負債総額12億9000万円、留学予定者の前払い金約9億5000万円が返還不能になるという過去例のない事件となった。留学・語学研修等協議会CIELのほとんどの会員は旅行業第1種（7000万円が最低弁済補償額）の登録であったにもかかわらず、当該会社は旅行業第3種の登録しか受けていなかったため、弁済限度額は300万円にすぎなかった。第1種には、このほかにも、純資産が最低3000万円が必要で、しかも国土交通省に5年ごとに登録更新の審査を受けなければならないなどの規定がある。
こうした状況を受けて、2012年1月には、ＣＩＥＬとは別にＪ－ＣＲＯＳＳ（一般社団法人　留学サービス審査機構）という留学エージェントに対する認証機構が発足した。
- 1994年4－5月号、国際教育交流の新方向２６Ｐ（ＩＤE現代の高等教育）
  - 1972年1月号、5月号、時事英語研究（研究社）